# Джамбаттіста Віко
Джамбаттіста Віко (італ. Giambattista Vico, 23 червня 1668, Неаполь — 23 січня 1744, там само) — італійський філософ епохи Просвітництва, засновник сучасної філософії історії, його ідеї сприяли розвитку культурної антропології та етнології.

## Біографія
Віко народився в родині дрібного книгаря. У своїй автобіографії Віко писав, що у 7 років упав з драбини й одержав серйозну травму черепа (знепритомнівши, він пролежав п'ять годин). На думку Віко, після цього нещасного випадку він став меланхолійною і особливо чутливою дитиною. Коли Віко виповнилось 10 років, він почав відвідувати граматичну школу в Неаполі. Він так багато працював удома, що зміг «перескочити» один клас.
У Єзуїтському колегіумі в Неаполі Віко почувався дискримінованим, тож він покинув цей заклад і продовжив навчання вдома. Він опрацював книгу португальського єзуїта Емануеля Альвареша «De institutione grammatica». Потім він зацікавився логікою Павла Венеційця, на яку посилалася попередня книга. Проте вивчення концепції Павла Венеційця настільки знесилило Віко, що той на півтора року закинув навчання взагалі. Після цієї паузи Віко вступив до Академії Інфуріаті в Неаполі, де зацікавився працями Йогана Дунса Скота та Франсіско Суареса. Через скрутне фінансове становище батьків він покинув академію й поступив на службу до Доменіко Рокка, в якого працював домашнім викладачем юриспруденції для його сина. Водночас Віко продовжував студіювати твори Суареса й почав писати перші наукові розвідки. Паралельно він писав вірші латинською мовою.
Наступні дев'ять років він самостійно вивчав твори таких мислителів, як Святий Августин, Лоренцо Валла, Цицерон. На посаді домашнього вчителя Віко мало чув про розвиток картезіанства й атомізму, тож, повернувшись 1693 року до Неаполя, він зацікавився цими течіями. 1696 року було опубліковано першу працю Віко — передмову до тому з евлогії графа Сан-Стефано, віце-короля Неаполя. 1697 року одержав посаду професора риторики в Неаполітанському університеті. У цей час Віко сформулював основну тезу своєї метафізики: все людське і божественне знання спирається на єдиний принцип. 1699 року Віко одружився з Терезою Катериною Дестіто, з якою мав 8 дітей, троє з яких померли.
1709 року Віко опублікував трактат De nostri temporis studiorum ratione. Зі свого трактату De antiquissima Italorum sapientia ex linguae Latinae originibus eruenda («Про найдавнішу мудрість італіків, яку можна вивести з генези латинської мови»), опублікованого 1710 року, він розвинув ідеї, що увійшли до пізнішої його метафізики. 1716 року була опублікована Історіографія про Караффу, 1720—1722 роках вийшла праця Il diritto universale, 1725 року з'явилася його автобіографія Vita di Giambattista Vico scritta da se medesimo, перевидана 1731 року. Щоб видати свою головну працю, «Основи нової науки про загальну природу націй» (1725), був змушений продати родинні реліквії, попередньо скоротивши рукопис утричі. Друге видання вийшло 1730 року, третє — 1744 року. 1741 року спадкоємцем Віко на кафедрі риторики Неапольського університету став його син Дженнаро Віко.

## «Нова наука»

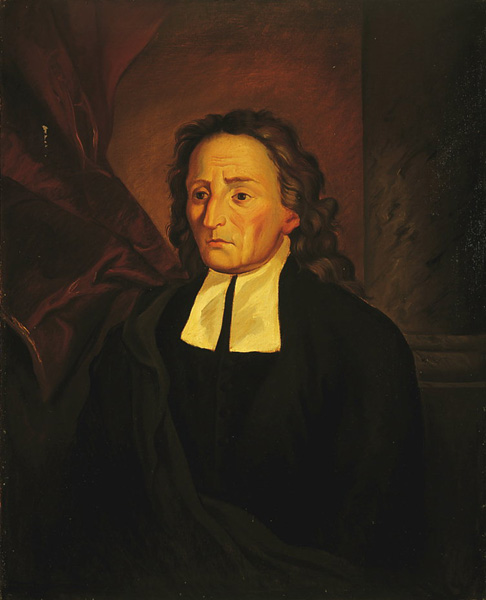

Книга починається з компромісу між християнським вченням та історичним знанням. Мовляв, людство, створене Богом як добре й наділене вільною волею, стало грішним з власної вини й було покарано потопом та майже знищено. Ті, що вижили, розділилися на вибраний народ (тобто євреїв), який отримав одкровення Боже і під проводом Божим почав визвольний рух життя, — та на праотців язичницьких народів, які занурилися в майже тваринний стан і повільно виборсуються з нього. Релігія, нехай навіть темна, породжена найпримітивнішим менталітетом, страхом перед вищою силою, стає засобом нового олюднення, поступового виникнення соціальних інститутів і, нарешті, співтовариств народів. «Тільки релігія змушує народи здійснювати доблесні справи під впливом почуттів» — підсумовує Віко.
Божественна, героїчна та людська епохи надалі мають свій перебіг окремо для кожного народу. Божественна або золота доба тлумачиться Віко не як золота епоха в старому, ідеалізованому сенсі, а як ера, в якій вперше було посіяно зерно — перше золото світу й, згідно з уявленнями первісних людей, Землею мандрували боги. Всі народи, крім євреїв, пройшли, як і окрема людина, той самий розвиток від найпримітивнішого існування до зрілості розумної гуманності, яка і є справжньою природою людини. Найзначніша ідея полягала в тому, що саме різна душевна організація людей, спочатку майже тваринна, з перебігом часу поступово гуманізувалася, породжувала відповідні до неї звичаї, соціальні та державні інститути на кожному ступені — від бездержавної роз'єднаності до народної республіки та абсолютної монархії. Віко вважав, що сила творчої фантазії йде на спад, її місце займають рефлексія (філософія) та абстракція. Прокладають собі дорогу справедливість та природна рівність, тобто розумна природа людей, «яка лише й є людською природою». Але людська слабкість не дозволяє повністю досягти досконалості або утримати її. Народ, що наближається до досконалості, виявляється жертвою внутрішнього морального розпаду, повертається в колишнє варварство та починає той самий життєвий шлях знову.

## Ідеї

### Циклічний розвиток
На противагу до картезіанського раціоналізму та природно-правового вчення XVII століття Віко радикально переробив та поглибив стару полібієву ідею циклічного розвитку суспільства (corso е ricorso), підхоплену в XX столітті Шпенглером.

### Божественний промисел
Віко був переконаний в тому, що Бог керує світом згідно зі своїми задумами. Мовляв, лише Бог своєю волею визначає історію народів. Проте Віко відкидав антропопатичні уявлення, за якими караючий гнів або милість Божа безпосередньо могли відчуватися як щастя чи нещастя народів. Він вважав, що Бог може проявлятися в історії лише через створену ним самим людську природу. Природі людини властиво думати лише про свою особисту користь. Божественний дух дає її пристрастям можливість вільної гри, оскільки він дав їй свободу волі, але водночас Бог змушує міркувати та мудро керує цією вільною грою, щоб з неї розвивалися цивільна організація, поступове подолання варварства і, врешті-решт, гуманність. Як говорить Віко, Він поставив обмежені цілі людей на службу своїм вищим цілям для збереження роду людського на цій Землі. Ця теза була розвинута Гегелем, коли він говорить про хитрість розуму, а також знайшла своє відображення у вченні Вундта про гетерогенність цілей.

### Міф і мова
Мислення та слово людини на ранній історичної стадії було повністю поетичним, породженим фантазією. Віко сприймав міфи насамперед, як поетичну оповідь, розказану за допомогою фантастичних родових понять, доступних розумінню завдяки величезній фантазії людей, так що, наприклад, Геркулес, не будучи справжньою історичною особистістю, відбивав для нього справжнє життя як «героїчний характер засновників народів з погляду їхніх зусиль». Міфи і мови, найбільш істинні релікти того часу, сприймалися Віко як справжнє джерело історичного пізнання, а повідомлення істориків та філософів пізнішого часу, на його думку, були спотворені забобонами свого часу й втратили свою цінність.

### Боротьба класів
Віко усвідомлював своєрідний зв'язок формалістичної жорсткості з первісною строкатістю, що була властива правовим поняттям у давнину, значення класової боротьби між патриціями та плебеями, що перетворює державу, і тим самим значення класової боротьби як такої. Карл Маркс цінував у Віко думку про початкову й невгамовну ворожість суспільних класів.

## Спадщина та вплив

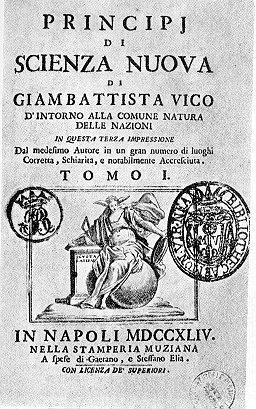
Vico La scienza nuova

Віко стояв осторонь духовного життя XVIII століття. Так наприклад, у бібліотеці Монтеск'є була книга Віко, проте він жодного разу не посилався на нього.
Крім Маркса та Шпенглера, високо поціновували творчість Віко такі мислителі, як Гете, Йоганн-Готфрід Гердер, Георг Вільгельм Фрідріх Гегель, Жуль Мішле, його ідеї вплинули на філософію часу та міфології в романі Улісс Джойса.
Віко вважається одною з предтеч філософського конструктивізму. Так чільний представник радикального конструктивізму Ернст фон Глазерсфельд називає Віко першим справжнім конструктивістом. Французький філософ Жан-Луї Ле Муань говорить про три літери V в історії конструктивізму: Леонардо да Вінчі, Джамбатіста Віко та Поль Валері.
Теорія метафори Віко, викладена в «Новій науці», вплинула на семіологічну концепцію метафори Умберто Еко. Еко вважає теорію метафори Віко раціоналістичною, такую, що розвиває традицію Арістотеля.

## Основні праці
- De nostri temporis studiorum ratione, Neapel 1708
- De antiquissima Italorum sapientia ex linguae Latinae originibus eruenda libri tres, Neapel 1710 (із заплпнованих трьох томів було завершено лише перший Liber metaphysicus)
- Institutiones oratoriae, 1711
- Prima risposta, 1711 (Відповідь на критику Liber metaphysicus)
- Seconda risposta, 1712
- De rebus gestis Antonii Caraphaei, 1716
- De universi iuris uno principio et fine uno, Neapel 1720 (пізніше названа Віко Il diritto universale)
- De constantia iurisprudentis, 1721
- Principj di una scienza nuova d'intorno alla commune natura delle nazioni, Neapel 1725 (так звана Scienza nuova prima)
- Vita di Giambattista Vico scritta da sé medesimo, in: Angelo Calogerà: Raccolta di opuscoli scientifici e filologici I, Venedig 1728, с. 145—256
- Cinque libri de' principj di una scienza nuova d'intorno alla commune natura delle nazioni, Neapel 1730 (2. видання)
- Principj di scienza nuova d'intorno alla commune natura delle nazioni, Neapel 1744 (3., розширене видання)

(online).